# 七星镇 (重庆市)
七星镇是重庆市梁平区下辖的一个镇，位于县境西部，距县城46公里，西连四川省大竹县。全镇总面积35平方公里，人口1.2万。。
民国初设立七星乡，沿袭至中华人民共和国建国初期。1958年改为七星人民公社，1966年更名为竹园公社，1976年复名七星公社，1983年恢复为七星乡，1992年撤乡设镇。现有5个村委会：马梁村、金柱村、七星村、平滩村、仁安村，镇政府驻李唐坝。。